# Дубище (Житомирський район)
Дуби́ще — село в Україні, у Чуднівській міській територіальній громаді Житомирського району Житомирської області. Населення становить ▼824 особи.

## Історія
У 1906 році — село Чуднівської волості Житомирського повіту Волинської губернії. Відстань від повітового міста 49 верст, від волості 3. Дворів 219, мешканців 1119.
29 червня 1960 року рішенням ЖОВК № 683 «Про об'єднання деяких населених пунктів в районах області» в зв'язку із зселенням хуторів і фактичним злиттям окремих поселень об'єднано с. Барашівка з с. Дубище Дубищенської сільської ради.
До 11 липня 2018 року — адміністративний центр Дубищенської сільської ради Чуднівського району Житомирської області.

## Населення

### Мова
Розподіл населення за рідною мовою за даними перепису 2001 року:
| Мова            | Кількість | Відсоток |
| --------------- | --------- | -------- |
| українська      | 1103      | 98.22 %  |
| російська       | 16        | 1.42 %   |
| білоруська      | 2         | 0.18 %   |
| польська        | 1         | 0.09 %   |
| інші/не вказали | 1         | 0.09 %   |
| Усього          | 225       | 100 %    |